# فورت لئونارد وود (میزوری)
فورت لئونارد وود (به انگلیسی: Fort Leonard Wood) شهری در شهرستان پولاسکی ایالت میزوری است که جمعیت آن در سرشماری سال ۲۰۱۰ میلادی ۱۵٫۰۶۱ نفر بوده است.